# Læbeplantning
|  | Denne artikel er oprettet af botten Steenthbot ud fra en ekstern database. Den kan derfor have sproglige fejl eller mangler. Denne skabelon kan fjernes efter kontrol af indholdet. |

Læbeplantning er en dansk dokumentarfilm fra 1950.

## Handling
Råoptagelser til film om beplantning langs jernbaneskinnerne.